# Bovile (Perrero)
Bovile (Bovièla in occitano) è un comune della provincia di Torino soppresso nel 1928. Il suo territorio è oggi situato nel comune di Perrero.

## Storia
Il comune di Bovile fu soppresso nel 1928 (R.D. N°662 del 15/03/1928, "Riunione dei comuni di Perrero, Chiabrano, Traverse, Maniglia, San Martino di Perrero, Riclaretto, Faetto e Bovile in un unico comune con capoluogo Perrero", Gazzetta Ufficiale N°90 del 16/04/1928).